# Castello di Oles'ko
Il castello di Oles'ko (in ucraino Олеський замок?, in polacco Zamek w Olesku) è un castello situato a Oles'ko, nel distretto di Zoločiv, nell'oblast' di Leopoli. Sorge ad una settantina di km circa ad ovest di Leopoli, la principale città dell'Ucraina occidentale nell'Ucraina occidentale. 
Menzionato per la prima volta in un documento del 1390 nel quale papa Bonifacio IX lo assegnava, assieme alla fortezza di Tustan, al vescovo di Halyč.
Costruito a più riprese tra il tredicesimo e il diciottesimo secolo (tra cui nel 1605), inizialmente venne utilizzato come struttura difensiva per poi essere trasformato in una residenza.
Nel 1605 il castello fu acquistato dal Jan Daniłowicz, un ricco proprietario terriero locale e voivoda di Rutenia. Fu poi venduto alla famiglia Koniecpolski. I nuovi proprietari, la cui residenza principale era a Žovkva, trascurarono il castello, e nel 1682 lo vendettero a Giovanni III Sobieski, che acquistò il complesso da Stanisław Koniecpolski per 400.000 zloty. All'inizio del XVIII secolo, Oles'ko fu acquistata dalla famiglia Rzewuski e la sua collezione di oggetti d'antiquariato fu trasferita a Pidhirci, un altro castello di loro proprietà.
Dal ventunesimo secolo il castello di Oles'ko ospita un museo d'arte, che da parte della Galleria d'arte di Leopoli.

Nel castello vi nacque nel 1624 Giovanni III Sobieski.
Nel 2007 l'edificio era stato candidato per essere inserito nella lista delle Sette meraviglie dell'Ucraina.